# Петріслав (жупан Рашки)
Петріслав (*Петрислав, д/н  —1083) — жупан (князь) Рашки (Сербії) у 1050/1060—1083 роках.

## Життєпис
Походив з династії Воїславовичів. Молодший син Михайла I, короля Дуклі, й Неди Мономахіни. Стосовно діяльності Петріслава замало відомостей. За одними відомостями дукляні у 1046 році захопив Рашку, підкоривши місцевих стратегів Візантії. У 1050 році передав князівство Рашку під номінальне управління Петрілсава. За іншими відомостями це відбулося близько 1060 року.
Втім панування Петріслава залежало від батька, який залишався фактичним володарем Рашки. Лише з у другій половині 1074 років зумів домогтися часткової самостійності. після смерті батька у 1081 році Петріслав визнав зверхність свого брата Костянтина Бодіна, який став королем Дуклі. До 1083 року допомагав останньому у придушенні повстання Радославовичів в Зеті.
Петрслав помер у 1083 році. Владу на князівством Рашка успадкували сини Вукан і Марко.